# Muricea flamma
Muricea flamma is een zachte koraalsoort uit de familie Plexauridae. De koraalsoort komt uit het geslacht Muricea. Muricea flamma werd in 1995 voor het eerst wetenschappelijk beschreven door Marques & Castro. 